# Libertarische Partij (Verenigde Staten)
De Libertarische Partij (Engels: Libertarian Party) is een politieke partij in de Verenigde Staten, opgericht door David Nolan in 1971 die de libertarische filosofie aanhangt. Deze partij is opgericht uit onvrede met de Democratische en Republikeinse politieke praktijken die in haar ogen steeds verder van de idealen van de Founding Fathers verwijderd zijn. Beide partijen ontnemen volgens de Libertarische Partij te veel rechten en vrijheden van de burgers.
De partij is in het algemeen voor een klassiek-liberale politiek, in tegenstelling tot de moderne liberale en progressieve politiek van de Democraten en de meer conservatieve politiek van de Republikeinen. Ze wil de  belastingen verlagen, mensen een opt-out geven van de sociale zekerheid, het afschaffen van welfare, opheffing van het verbod op drugs en het steunen van het recht op wapenbezit.
Volgens eigen zeggen zijn ze de derde partij in de VS. Bij de verkiezingen in 2012, met Gary Johnson als presidentskandidaat, haalden ze 1.275.923 stemmen (1,0% van het totaal), bij de verkiezingen in 2016, met opnieuw Johnson als kandidaat, haalden ze 4.489.233 stemmen (3,3%).

## Geschiedenis
De Libertarische Partij werd op 11 december 1971 door David Nolan opgericht. Nolan, bekend van het zogenaamde Nolandiagram, is een bekend libertarisch theoreticus. Naast Nolan waren nog anderen betrokken bij de oprichting van de Libertarische Partij (LP). Nolans theorieën over libertarisme spelen een belangrijke rol binnen de partij, maar worden niet gevolgd door alle partijleden.
Bij de Amerikaanse presidentsverkiezingen van 1972 behaalde de kandidaat voor het presidentschap, John Hospers, en de kandidaat voor het vicepresidentschap, mevr. Theodora Nathan, slechts 3.000 stemmen. De Libertarische Partij deed overigens alleen maar mee in twee Staten. In Virginia, een van de twee staten waar de Libertariërs meededen aan de verkiezingen, wist de Libertarische Partij één kiesman op haar hand te krijgen, Roger MacBride. MacBride had aanvankelijk zijn steun toegezegd aan de republikein Richard Nixon, maar besloot toch de Libertarische presidentskandidaat te steunen. In 1976 was MacBride Libertarisch kandidaat voor het presidentschap. Hij kreeg ruim 172.500 stemmen.
In 1978 werd voor het eerst een lid van de LP in een volksvertegenwoordiging op staatsniveau gekozen: Dick Randolph werd in het Huis van Afgevaardigden van Alaska gekozen.

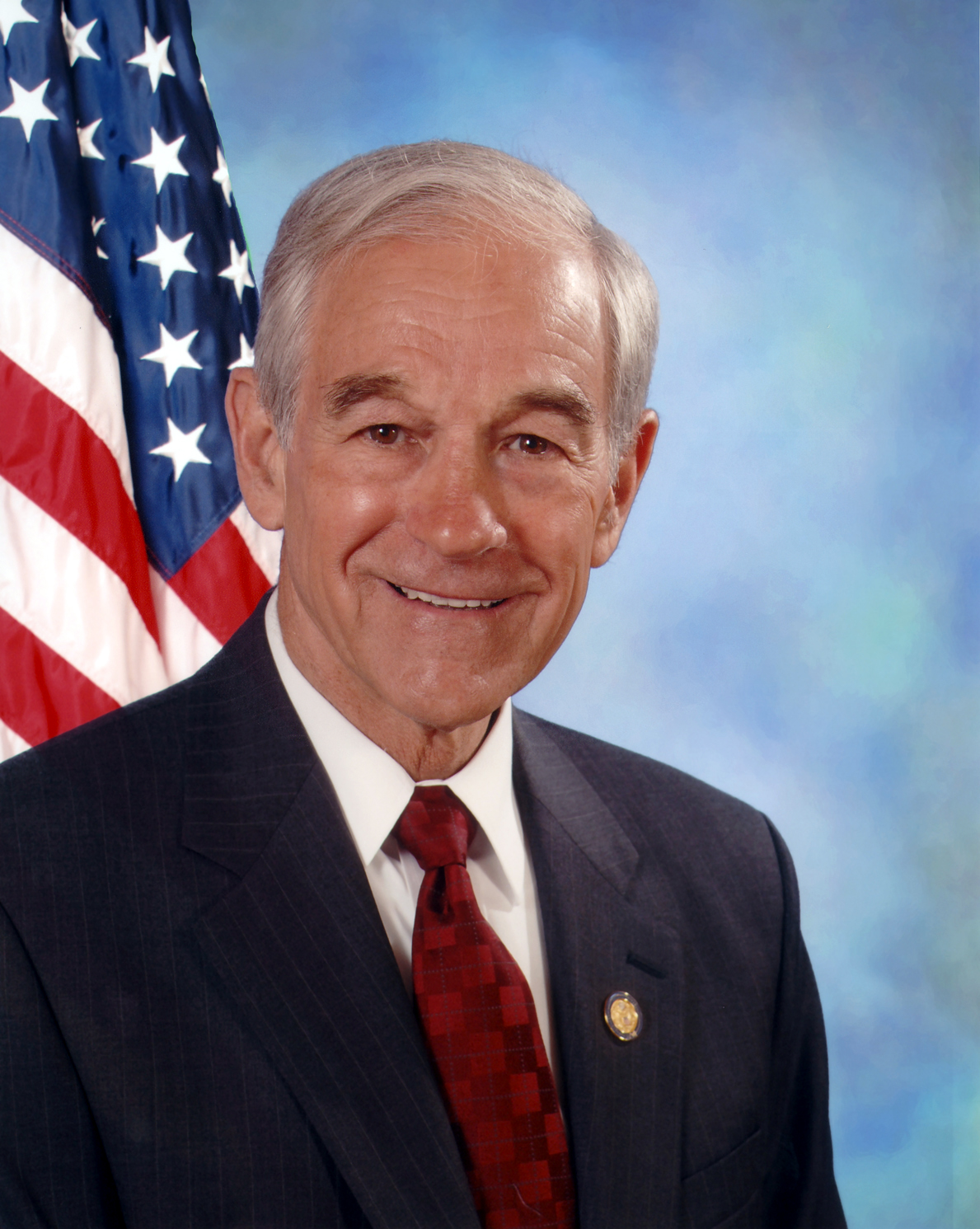
Ron Paul was in 1988 kandidaat voor het presidentschap

Bij de presidentsverkiezingen van 1980 slaagde de LP erin om alle 50 staten, het District of Columbia en Guam mee te doen met de verkiezingen. Het was voor het eerst sinds de presidentsverkiezingen van 1916 dat een kandidaat van een derde partij in alle staten meedeed. Het duo Ed Clark (presidentskandidaat) en David H. Koch (kandidaat vicepresidentschap) kreeg 921.128 stemmen (1%). Het waren de meest succesvolle presidentsverkiezingen voor de Libertariërs ooit.
In 1983 kwam het binnen de LP tot een breuk. Partijleiders Edward Crane en David H. Koch stapten uit de partij en de meeste van hun aanhangers zegden het lidmaatschap van de partij op. Deze scheuring binnen de partij leidde ertoe dat de partij bij de presidentsverkiezingen van 1986 maar in 36 staten kon meedoen. In 1987 werd Doug Anderson gekozen tot burgemeester van Colorado City. Het was de eerste keer dat een kandidaat van de LP tot burgemeester van een grote stad werd gekozen.
In 1988 werd het vroegere republikeinse lid van het Congres van de Verenigde Staten, Ron Paul, door het partijcongres van de Libertarische Partij gekozen tot presidentskandidaat. Andrew Marrou werd gekozen tot kandidaat voor het vicepresidentschap. Het duo Paul/Marrou kreeg 431.750 stemmen. Marrou was in 1992 kandidaat voor het presidentschap en verwierf 290 087 stemmen. Voor de eerste keer sinds 1980 deed de Libertarische Partij mee in alle 50 staten van de VS.
Howard Stern, een radiopresentator, deed in 1994 een gooi naar het gouverneurschap van de staat New York. Sterns kandidatuur werd sterk bekritiseerd, omdat velen het zagen als een publiciteitsstunt van de radiopresentator. Stern voerde echter wel enige tijd een echte campagne.
Harry Browne uit Tennessee was zowel in 1996 als in 2000 kandidaat voor het presidentschap. Hij behaalde respectievelijk 485.798 en 384.516 stemmen.

### Presidentskandidaten in 2004en2008

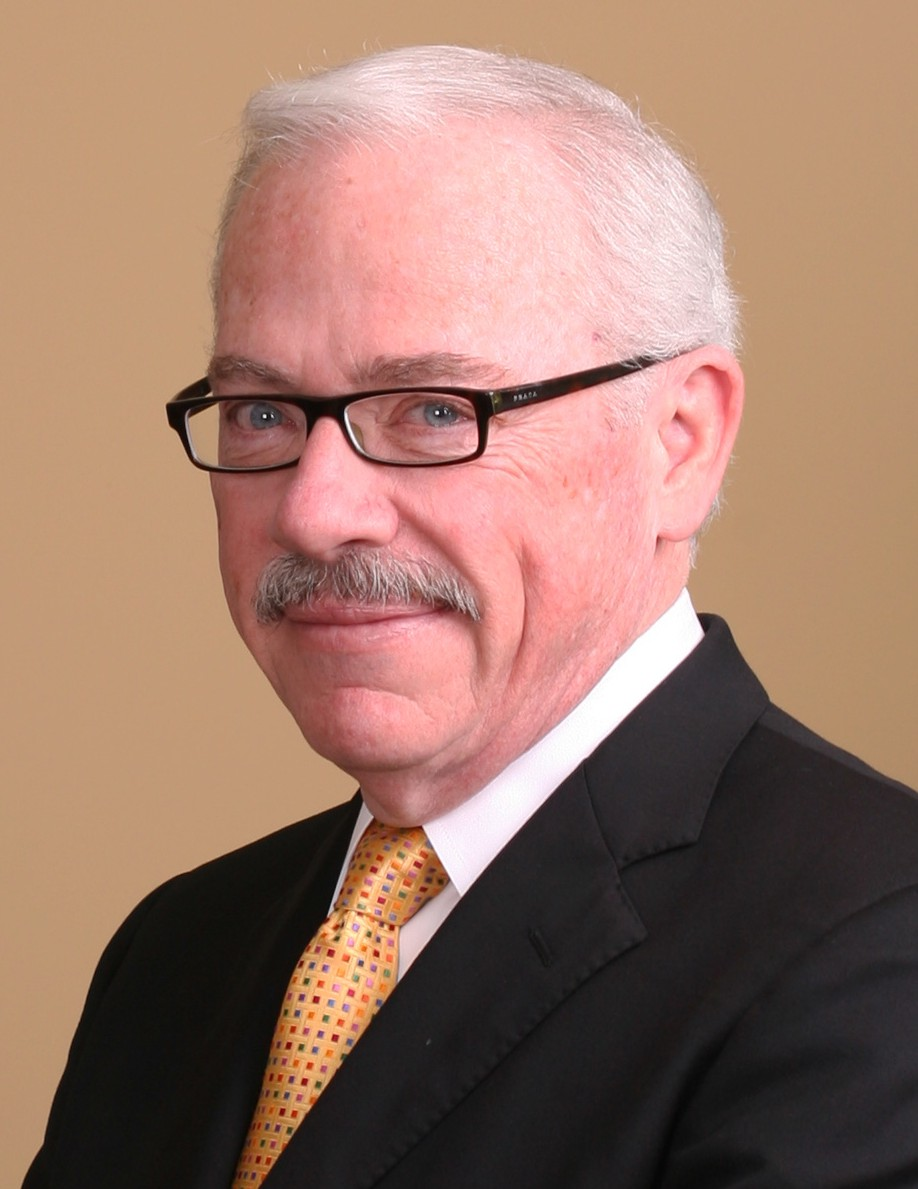
Bob Barr

De nominering van een Libertarische presidentskandidaat in 2004 was de spannendste in de partijgeschiedenis. Drie kandidaten hoopten op een nominering: Michael Badnarik, een groot voorstander van het gebruik van wapens; radiopresentator Gary Nolan en filmproducent Aaron Russo. Bij de partijconventie in Atlanta was na twee stemronden nog niet duidelijk wie van de drie de nominatie in de wacht zou slepen. Het werd uiteindelijk bij de derde stemronde Badnarik. Badnariks campagne zorgde ervoor dat de partij in 48 staten (inclusief DC en Guam) mee kon doen. Bij de verkiezingen van 2004 kreeg de partij 397.265 stemmen (0,36%).
Bij de nationale conventie van 2008 werd Bob Barr, een vroegere republikein, genomineerd als presidentskandidaat. Zijn running mate werd Wayne Allyn Root. Bij de presidentsverkiezingen van 4 november 2008 verkregen Barr en Root 523.686 stemmen, 0,40% van het totaal. Naast de Democraten en Republikeinen moesten ze ook nog de onafhankelijke kandidaat Ralph Nader voor zich laten gaan, die 738.475 (0,56%) van de stemmen haalde. De staat met het hoogste percentage stemmen voor de Libertarische Partij was Indiana met 1,06%.

### Amerikaanse presidentsverkiezingen 2012enAmerikaanse presidentsverkiezingen 2016
Gary Johnson was kandidaat in 2012 en 2016. In 2016 haalde hij 3,3% van de stemmen landelijk met als beste resultaat 9,3% in New Mexico (waar Johnson eerder gouverneur was) en 6,2% in North Dakota.

## Resultaten bij de presidentsverkiezingen
| Jaar | Kandidaat        | Stemmen   | Percentage |
| ---- | ---------------- | --------- | ---------- |
| 2020 | Jo Jorgensen     | 1.865.873 | 1,2%       |
| 2016 | Gary Johnson     | 4.489.233 | 3,3%       |
| 2012 | Gary Johnson     | 1.275.827 | 1,0%       |
| 2008 | Bob Barr         | 523.686   | 0,40%      |
| 2004 | Michael Badnarik | 397.265   | 0,32%      |
| 2000 | Harry Browne     | 384.431   | 0,4%       |
| 1996 | Harry Browne     | 485.759   | 0,5%       |
| 1992 | Andre Marrou     | 290.087   | 0,3%       |
| 1988 | Ron Paul         | 431.750   | 0,5%       |
| 1984 | David Bergland   | 228.111   | 0,3%       |
| 1980 | Ed Clark         | 921.128   | 1,1%       |
| 1976 | Roger MacBride   | 172.553   | 0,21%      |
| 1972 | John Hospers     | 3.674     | <0,1%      |

## Partijvoorzitters
- 1974 - 1977: Ed Crane
- 1977 - 1981: David Bergland
- 1981 - 1983: Alicia Clark
- 1983 - 1985: Paul Grant
- 1985: Randy VerHagen
- 1985 - 1988: Jim Turney
- 1988 - 1991: Dave Walter
- 1991 - 1993: Mary Gingell
- 1993 - 1998: Steve Dasbach
- 1998 - 2000: David Bergland
- 2000 - 2002: Jim Lark
- 2002 - 2004: Geoff Neale
- 2004 - 2006: Michael Dixon
- 2006 - 2010: Bill Redpath
- 2010–2012: Mark Hinkle
- 2012–2014: Geoff Neale
- 2014–2020: Nicholas Sarwark
- 2020–2021: Joe Bishop-Henchman
- 2021–2022: Whitney Bilyeu
- 2022–heden: Angela McArdle

## Partijnaam en symbolen
In 1972 werd gekozen voor de partijnaam "Libertarische Partij." Een andere optie was om de partij "Nieuwe Vrijheidspartij" (New Liberty Party) te noemen.
Het eerst logo van de Libertarische Partij was het zgn. "Libersign", een opwaarts wijzende pijl met daarboven de afkorting "TANSTAAFL" ("There ain't no such thing as a free lunch"). Enige jaren later werd dit logo vervangen voor Lady Liberty, dat thans nog steeds het logo van de partij is. The Libertarische partijen in de staten Tennessee, North Carolina, Utah, Hawaï, Delaware en Iowa hebben een afwijkend logo: de letters "LP" (afkorting van de partij).
De huidige slogan van de partij is "Party of Principle" (Partij van de Principes).

## Ideologie
De Libertarische Partij verwerpt de tweedeling van de politiek in "links" en "rechts." Het libertarisme ziet de partij als een eigen ideologie die noch links noch rechts is. De partij ziet zichzelf als een alternatief voor de Republikeinse Partij en de Democratische Partij. Hoewel de partij bereid is tot samenwerking met beide grote partijen is de relatie met de republikeinen traditioneel sterker dan die met de democraten. De LP wijst het staatsingrijpen van de Democratische Partij van de hand. Aangezien de republikeinen kritischer staan tegenover de staat zijn de relaties als vanzelf beter. Overigens zijn er ook libertariërs die zich krachtig verzetten tegen de republikeinen, met name als het gaat om ethische zaken.

### Standpunten

#### Abortus
De meeste leden van de Libertarische Partij zijn voorstander van het recht op abortus provocatus. In hun ogen staat het de vrouw vrij om te beslissen om over te gaan tot abortus en dienen er geen restricties te bestaan die abortus onmogelijk maken. Een groeiende minderheid, de Libertarians for Life zijn echter fel gekant tegen abortus omdat het afbreken van zwangerschappen nieuw leven onmogelijk maakt en dus het libertarische non-agressieprincipe zou schenden. Ron Paul, een van de bekendste libertariërs, is een fel tegenstander van abortus.

#### Belastingen
Hoewel alle libertariërs het er over eens zijn dat de belastingen omlaag moeten, bepleiten een aantal uiterst radicale libertariërs zelfs voor afschaffing van belastingen.

#### Economie
Volgens de Libertarische Partij mag de staat niet ingrijpen in het economisch leven. Vrijwel alle libertariërs zijn aanhangers van de laissez faire economie.

#### Legalisering van drugs
De meeste leden van de Libertarische Partij zijn voorstander van de legalisering van drugs. Dit wil overigens niet zeggen dat libertariërs per definitie voorstander zijn van drugsgebruik. Andere libertariërs vinden dat drugsgebruik nadelig is en de zelfstandigheid van het individu inperkt. Zij zien legalisering als een manier om drugsgebruik te beperken.

#### Milieu
Een recent onderzoek onder leden van de LP laat zien dat de meeste leden de opwarming van de aarde zien als een natuurlijk proces waar de mensheid geen schuld aan heeft. Sommige libertariërs als Mike Gravel staan echter niet afwijzend tegenover bepaalde milieuregelgeving.

#### Non-Interventie
Hoewel de meeste libertariërs de interventie in Afghanistan na de aanslagen van 11 september 2001 steunden, staan de meeste libertariërs over het algemeen afwijzend tegenover militaire interventie. Een aantal libertariërs kantte zich ook fel tegen de militaire interventie in Afghanistan en zij sloten zich aan bij de Libertarians for Peace. Een aantal libertariërs is pacifist.

#### Overheid
De LP is voorstander van een kleine overheid die zich beperkt tot een aantal voor de overheid kenmerkende elementaire zaken (men denke aan veiligheid, justitie, infrastructuur etc.). Libertariërs die afschaffing van de overheid bepleiten zijn sterk verwant aan anarchisten.

#### Rechten van de staten
De Libertarische Partij is tegen een sterke centrale overheid en bepleit het overhevelen van veel taken naar het niveau van de afzonderlijke staten.

## Facties binnen de Libertarische Partij
Net als de Democratische Partij en de Republikeinse Partij kent ook de Libertarische Partij verschillende facties en groepen (internal caucuses) binnen de partij. De voornaamste zijn:
- LPRadicals: De LPRadicals zijn anarchistisch en streven naar de afschaffing van de overheden. De LPRadicals willen ook niets weten van partijdwang, zo streven zij onder meer naar de afschaffing van de toelatingseed. Leider is Susan Hogarth, voorzitster van de Libertarische Partij in North Carolina.
- Libertarian Reform Caucus: De Libertarian Reform Caucus streeft naar een gematigd partijprogramma. Volgens hen is de Libertarische Partij te anarchistisch en daarom geen realistische keuze voor veel kiezers. Een gematigd program zal veel kiezers uiteindelijk over de streep halen waardoor het mogelijk is om op landelijk niveau zetels in de wacht te slepen.
- Libertarian Defense Caucus: De Libertarian Defense Caucus is voorstander van het militaire beleid van de huidige Amerikaanse regering en steunt de strijd tegen terrorisme. De LDC is voorstander van een krachtige defensie en verwerpt het non-interventionisme.
- Libertarians for Life: Libertarians for Life zijn scherp gekant tegen abortus en groot voorstander van de bescherming van het menselijk leven.
- Pro-Choice Libertarians: De Pro-Choice Libertarians zien abortus als een persoonlijke keuze van de vrouw.
- Libertarians for Peace: De Libertarians for Peace zijn voorstanders van een politiek van non-interventie. Volgens de LfP moeten de VS al hun troepen die deelnemen aan militaire acties in het buitenland terugtrekken.
- Libertarian Women's Caucus: Libertarian Women's Caucus streeft naar een verregaande emancipatie van de vrouw.
- Libertarian Youth Caucus: De jeugdige libertariërs hebben zich verenigd in de Libertarian Youth Caucus.
- LHBT Libetarians: De LHBT Libertarians komen op voor de belangen van homoseksuelen en transseksuelen en andere leden van de lhbt gemeenschap.